# ФК Текстилац Дервента
ФК Текстилац је фудбалски клуб из Дервенте који се такмичи у оквиру Прве лиге Републике Српске.

## Историја
Клуб је основан 1919. године у Краљевини СХС. Доказ оснивања је и ранија верзија грба клуба који је крај лопте, лијево и десно имао годину 1919. Из непознатих разлога наводи се погрешна година 1923.

## Резултати
- Друга лига РС 2007/08 (6. мјесто)
- Друга лига РС 2008/09 (9. мјесто)
- Друга лига РС 2009/10 (16. мјесто)
- Регионална лига РС - Центар 2010/11 (1. мјесто)
- Друга лига РС 2011/12 (12. мјесто)
- Друга лига РС 2012/13 (3. мјесто)
- Друга лига РС 2013/14 (1. мјесто)
- Прва лига РС 2014/15 (5. мјесто)
- Прва лига РС 2015/16 (3. мјесто)
- Прва лига РС 2016/17 (6. мјесто)

## Тренутни састав тима
Од 18. новембар 2017 
| Бр. |                     | Позиција | Играч                   |
| --- | ------------------- | -------- | ----------------------- |
| 1   | Босна и Херцеговина | Г        | Дејан Плиснић (капитен) |
| 2   | Босна и Херцеговина | О        | Душан Марић             |
| 4   | Србија              | О        | Драган Јоловић          |
| 5   | Босна и Херцеговина | О        | Александар Ковач        |
| 6   | Босна и Херцеговина | С        | Саша Ђуричић            |
| 7   | Босна и Херцеговина | Н        | Милан Брковић           |
| 8   | Босна и Херцеговина | Н        | Озрен Перић             |
| 9   | Босна и Херцеговина | С        | Синиша Симић            |
| 10  | Босна и Херцеговина | С        | Александар Милаковић    |
| 11  | Босна и Херцеговина | Н        | Игор Сусаковић          |
| 12  | Босна и Херцеговина | Г        | Душко Пећић             |

| Бр. |                     | Позиција | Играч               |
| --- | ------------------- | -------- | ------------------- |
| 13  | Босна и Херцеговина | О        | Дејан Ћорић         |
| 14  | Босна и Херцеговина | С        | Владанко Комленовић |
| 15  | Босна и Херцеговина | С        | Дејан Ђекић         |
| 16  | Босна и Херцеговина | Н        | Златко Дуспара      |
| 17  | Босна и Херцеговина | С        | Љубиша Рељић        |
| 18  | Босна и Херцеговина | Н        | Дејан Зарић         |
| 19  | Босна и Херцеговина | О        | Сузан Брковић       |
| 20  | Босна и Херцеговина | С        | Дражен Вукадиновић  |
| 21  | Босна и Херцеговина | О        | Бењамин Вугдалић    |